# العلاقات الموريشيوسية الناميبية
العلاقات الموريشيوسية الناميبية هي العلاقات الثنائية التي تجمع بين موريشيوس وناميبيا.

## مقارنة بين البلدين
هذه مقارنة عامة ومرجعية للدولتين:
| وجه المقارنة                                              | موريشيوس                 | ناميبيا      |
| --------------------------------------------------------- | ------------------------ | ------------ |
| المساحة (كم2)                                             | 2.04 ألف                 | 825.62 ألف   |
| عدد السكان (نسمة)                                         | 1.26 مليون               | 2.53 مليون   |
| الكثافة السكانية (ن./كم²)                                 | 617.65                   | 3.06         |
| العاصمة                                                   | بورت لويس                | ويندهوك      |
| اللغة الرسمية                                             | لغة إنجليزية، لغة فرنسية | لغة إنجليزية |
| العملة                                                    | روبي موريشي              | دولار ناميبي |
| الناتج المحلي الإجمالي (بليون دولار)                      | 13.34 مليار              | 13.24 مليار  |
| الناتج المحلي الإجمالي (تعادل القوة الشرائية) بليون دولار | 25.36 مليار              | 25.60 مليار  |
| الناتج المحلي الإجمالي الاسمي للفرد دولار أمريكي          | 9.25 ألف                 | 4.67 ألف     |
| الناتج المحلي الإجمالي للفرد دولار أمريكي                 | 18.59 ألف                | 9.96 ألف     |
| مؤشر التنمية البشرية                                      | 0.777                    | 0.628        |
| رمز المكالمات الدولي                                      | +230                     | +264         |
| رمز الإنترنت                                              | .mu                      | .na          |
| المنطقة الزمنية                                           | ت ع م+04:00              | ت ع م+02:00  |

## منظمات دولية مشتركة
يشترك البلدان في عضوية مجموعة من المنظمات الدولية، منها:
| علم المنظمة | اسم المنظمة                                 | تاريخ انضمام موريشيوس | تاريخ انضمام ناميبيا |
| ----------- | ------------------------------------------- | --------------------- | -------------------- |
|             | مجموعة التنمية لأفريقيا الجنوبية            | ?                     | ?                    |
|             | البنك الإفريقي للتنمية                      | ?                     | ?                    |
|             | البنك الدولي للإنشاء والتعمير               | 23 سبتمبر 1968        | 25 سبتمبر 1990       |
|             | منظمة التجارة العالمية                      | ?                     | ?                    |
|             | منظمة حظر الأسلحة الكيميائية                | ?                     | ?                    |
|             | الأمم المتحدة                               | 24 أبريل 1968         | 23 أبريل 1990        |
|             | مجموعة دول أفريقيا والكاريبي والمحيط الهادئ | ?                     | ?                    |
|             | الاتحاد الأفريقي                            | ?                     | ?                    |
|             | وكالة ضمان الاستثمار متعدد الأطراف          | 28 ديسمبر 1990        | 25 سبتمبر 1990       |
|             | منظمة الشرطة الجنائية الدولية               | ?                     | ?                    |
|             | يونسكو                                      | 25 أكتوبر 1968        | 2 نوفمبر 1978        |
|             | مؤسسة التمويل الدولية                       | 23 سبتمبر 1968        | 25 سبتمبر 1990       |
|             | الاتحاد البريدي العالمي                     | ?                     | ?                    |
|             | دول الكومنولث                               | ?                     | ?                    |
|             | الاتحاد الدولي للاتصالات                    | 30 أغسطس 1969         | 25 يناير 1984        |